# Atobe Yoshisuke
Atobe Yoshisuke est un nom japonais traditionnel ; le nom de famille (ou le nom d'école), Atobe, précède donc le prénom (ou le nom d'artiste).
Atobe Yoshisuke (跡部 良弼, 18 novembre 1799-1er février 1869) est un samouraï de la fin de l'époque d'Edo. Hatamoto au service du shogunat Tokugawa, Yoshisuke est le frère de Mizuno Tadakuni, conseiller principal du bakufu. Atobe n'est pas connu pour ses bonnes relations avec le daimyo, ayant une fois mis en colère Date Yoshikuni, puissant seigneur de Sendai dans la province de Mutsu, en l'expulsant d'un gîte de grande route.
Atobe est nommé au poste de wakadoshiyori en 1868, et meurt environ un an plus tard. Son titre de cour est Yamashiro no kami.